# Elmer George
Elmer Ray George (Hockerville, 15 luglio 1928 – Terre Haute, 31 maggio 1976) è stato un pilota automobilistico statunitense.

## Carriera
Corse la 500 Miglia di Indianapolis tre volte, riuscendo a debuttare in gara nel 1957, pur senza concludere la gara.
Sposò Mari Hulman George, figlia dell'allora proprietario del Circuito di Indianapolis Tony Hulman. Il loro figlio è Tony George, fondatore del campionato Indy Racing League ed attuale presidente dello Speedway.
Il 31 maggio 1976 George venne ucciso dopo una discussione da Guy Trolinger, addestratore di cavalli presso la fattoria di famiglia a Terre Haute. Un giudice decise di non indagare Trolinger. George venne sepolto nel cimitero del calvario a Terre Haute, Indiana.
Tra il 1950 e il 1960 la 500 Miglia di Indianapolis faceva parte del Campionato Mondiale, per questo motivo George ha all'attivo anche un Gran Premio in Formula 1.

## Risultati in Formula 1
| 1955 | Scuderia | Vettura   |  |  |    |  |  |  |  |  |  |  |  | Punti | Pos. |
| ---- | -------- | --------- |  |  | -- |  |  |  |  |  |  |  |  | ----- | ---- |
| 1955 | Walmotor | Schroeder |  |  | NQ |  |  |  |  |  |  |  |  | 0     |      |

| 1957 | Scuderia                       | Vettura           |  |  |     |  |  |  |  |  |  |  |  | Punti | Pos. |
| ---- | ------------------------------ | ----------------- |  |  | --- |  |  |  |  |  |  |  |  | ----- | ---- |
| 1957 | Travelon Trailer / Ernest Ruiz | Kurtis Kraft 500B |  |  | Rit |  |  |  |  |  |  |  |  | 0     |      |

| 1958 | Scuderia      | Vettura             |  |  |  |    |  |  |  |  |  |  |  | Punti | Pos. |
| ---- | ------------- | ------------------- |  |  |  | -- |  |  |  |  |  |  |  | ----- | ---- |
| 1958 | Ansted Rotary | Kuzma Indy Roadster |  |  |  | NQ |  |  |  |  |  |  |  | 0     |      |

| Legenda | 1º posto     | 2º posto | 3º posto    | A punti         | Senza punti/Non class.  | Grassetto – Pole position Corsivo – Giro più veloce |
| Legenda | Squalificato | Ritirato | Non partito | Non qualificato | Solo prove/Terzo pilota | Grassetto – Pole position Corsivo – Giro più veloce |